# 美國細胞生物學學會
美國細胞生物學學會(American Society for Cell Biology)，簡稱ASCB， 是一個成立於1960年的學會。
它在ASCB官方網站上的宗旨宣示如下:
ASCB 是一個涵蓋性的，國際性的，由研究細胞與生命的基本單位的生物學家所組成的社群。我們致力於推進科學上的發現，主張完備的研究政策方針，改善教育，促進專業養成，並且增加工作力的多樣性。

## 出版刊物
出版刊物包括:
- 細胞的分子生物學(Molecular Biology of the Cell)：一年發表二十四次，由學者研究報告和文章所構成的線上學術期刊。
- 生命科學教育(CBE- Life Sciences Education)：一年四期，論述關於學生如何被引導認識生命科學的 學術期刊。
- ASCB通訊(ASCB Newsletter)：ASBC的每月通訊，更新會員資訊、各項事務的決策者資訊、公共政策、 社會計畫 、以及活動、撥款、職業生涯諮詢、和其他項目。

## 年度會議
ASCB的年度會議將通常在十二月的前兩週內舉行，將在細胞生物學領域的科學家聚集在一起，焦點呈現最即期的研究、技術、產品、和服務，提供交流的網路和職業諮詢的場合，
賦予高中老師及在大學部授課的專業人士一些經研究測試過的教育方法，並且激發未來的新發現和合作。這個學會也頒發獎項、舉行學術海報會議(poster sessions)(在這個會議裏，學生、博士後研究員、和獨立研究的科學家們呈現他們的研究成果，並且得到交流回饋)、科學會議(scientific sessions)(含Symposia、Minisymposia、Working Groups、Workshops、Translational Sessions、Special Interest Subgroups, Award lectures，and exhibits)。科學討論桌會(Science Discussion Tables)提供和專家學者討論科學問題的機會。
職業生涯圓桌討論會則提供多種以職業生涯相關主題為特點的桌會；各桌並有專家協助員助講。除此之外，特別會議(special session)將焦點放在宣傳主張、媒體、和對外推廣接觸，
以及關於女性、少數族群、同性戀者、變性的學生/科學家、及媒體和其它的特殊議題。
ASCB年度會議是細胞生物學領域中最大的國際會議。這個會議也特別展出在ASCB年度-與細胞共舞競賽(Celldance)中獲獎的作品。

## 历任会长
ASCB的历任会长：
- 1962: 唐·W·福塞特[2]（首任会长）
- 1963: Alex B. Novikoff
- 1964: Hewson Swift[3]
- 1965: Van Potter
- 1966: David M. Prescott
- 1967: Philip Siekevitz
- 1968: 约瑟夫·G·加尔[4]
- 1969: Montrose Moses
- 1970: J. Herbert Taylor
- 1971: Saul Kit
- 1972: 丹尼尔·梅齐亚
- 1973: Jean-Paul Revel
- 1974: 徐道觉
- 1975: George Pappas
- 1976: 喬治·埃米爾·帕拉德
- 1977: Elizabeth Hay
- 1978: 基思·R·波特[5]
- 1979: David Sabatini
- 1980: Bill R. Brinkley
- 1981: Helen A. Padykula
- 1982: Marilyn Farquhar
- 1983: James D. Jamieson
- 1984: Morris Karnovsky
- 1985: Daniel Branton
- 1986: Mary-Lou Pardue[6]
- 1987: Frank Ruddle
- 1988: 托马斯·波拉德
- 1989: 詹姆斯·斯普迪赫
- 1990: 古特·布洛伯爾
- 1991: Marc Kirschner
- 1992: Donald Brown
- 1993: Susan Gerbi[6]
- 1994: J·理查德·麦金托什
- 1995: Ursula Goodenough
- 1996: 米高·畢曉普[6]
- 1997: 米娜·贝塞尔
- 1998: 伊丽莎白·布莱克本[6]
- 1999: 兰迪·谢克曼
- 2000: 理查·海因斯
- 2001: 伊莱恩·富克斯
- 2002: Gary Borisy
- 2003: Suzanne Pfeffer
- 2004: 哈维·F·洛迪什
- 2005: Zena Werb
- 2006: Mary Beckerle
- 2007: 布鲁斯·艾伯茨
- 2008: Robert D. Goldman
- 2009: Brigid Hogan
- 2010: 蒂姆·密契森
- 2011: Sandra Schmid[7]
- 2012: 罗纳德·韦尔
- 2013: Don Cleveland
- 2014: Jennifer Lippincott-Schwartz
- 2015: 雪莉·蒂爾曼[8]
- 2016: 彼得·瓦尔特[8]
- 2017: Pietro De Camilli[9]
- 2018: Jodi Nunnari
- 2019: Andrew Murray
- 2020: 伊娃·诺加利斯
- 2021: 露丝·莱曼
- 2022: 马丁·查尔菲

## 外部連結
- ASCB 官網 （页面存档备份，存于）
- Molecular Biology of the Cell （页面存档备份，存于）
- CBE- Life Sciences Education （页面存档备份，存于）
- ASCB Newsletter